# Kim Jin-hyok
Kim Jin-hyok (* 23. Februar 1982) ist ein ehemaliger nordkoreanischer Eishockeyspieler.

## Karriere
Kim Jin-hyok debütierte als 23-Jähriger bei der Weltmeisterschaft 2006 in der Division II für die nordkoreanische Nationalmannschaft, in der er auch bei der Weltmeisterschaft 2009 spielte. 2008, 2010 und 2012 trat er mit den Ostasiaten in der Division III an, wobei 2008 und 2010 jeweils der Aufstieg in die Division II gelang. Bei den Winter-Asienspielen 2007 belegte er mit seinem Team den fünften Platz unter elf Mannschaften.
Auf Vereinsebene spielte Kim für das Team aus Changgang-gun in der nordkoreanischen Eishockeyliga.

## Erfolge und Auszeichnungen
- 2008 Aufstieg in die Division II bei der Weltmeisterschaft der Division III
- 2010 Aufstieg in die Division II bei der Weltmeisterschaft der Division III, Gruppe B